# Despacito
Singles de Luis Fonsi
Tentación
(2015) Wave Your Flag
(2017)
Singles par Daddy Yankee
Shaky Shaky
(2016) Hula Hoop
(2016)
Despacito (prononcé en espagnol : [despa'sito] ; signifiant « lentement » en français) est un single du musicien portoricain Luis Fonsi en duo avec Daddy Yankee, dont la reprise de Justin Bieber a dopé les records mondiaux de classement sur Internet.
Le 13 janvier 2017, Universal Music Latin sort Despacito ainsi que son clip vidéo, montrant les deux artistes chantant le titre à La Perla, un quartier de la vieille ville de San Juan, à Porto Rico, et au bar local La Factoría. La chanson a été écrite par Luis Fonsi, Erika Ender et Daddy Yankee : elle a été produite par Andrés Torres et Mauricio Rengifo.
Il s'agit d'une chanson aux influences pop et reggaeton évoquant, sur un ton sensuel, les jeux de séduction et l’attirance charnelle entre un homme et une femme. Sur le plan commercial, la chanson est arrivée en tête des charts dans 45 pays et a atteint le top 10 dans neuf autres pays, devenant ainsi le single le plus célèbre de Fonsi et Daddy Yankee. Avec 2 040 000 singles vendus, Despacito est l'un des titres les plus vendus parmi les chansons latino-américaines aux États-Unis.

## Records de vues sur YouTube
Le clip officiel de Despacito devient la vidéo YouTube ayant atteint le plus rapidement les 2 milliards de vues le 24 juin 2017, soit 163 jours après sa sortie.
Le 4 août 2017 à 23 h 56, soit 205 jours après sa sortie, le clip devient la vidéo la plus visionnée sur YouTube en dépassant les 3 milliards de vues ; elle est la première vidéo à atteindre ce seuil (suivie quelques heures plus tard par See You Again de Wiz Khalifa).
Le 30 octobre 2017, Despacito est aussi la première vidéo à dépasser les 4 milliards de vues sur YouTube. Les 5 milliards de vues sont atteints le 4 avril 2018.
La chanson est introduite dans l'édition 2019 du Livre Guinness des records pour avoir battu 7 records. Le 26 février 2019, le clip devient la première vidéo à dépasser les 6 milliards de vues sur YouTube. La deuxième vidéo la plus vue de YouTube est à ce moment-là le clip de Shape of You d'Ed Sheeran, qui se trouve loin derrière avec 4,09 milliards de vues.
Le clip a été détrôné de la place de la vidéo la plus vue par la chanson pour enfants Baby Shark qui totalise plus de 7,8 milliards de vues en février 2020.
| Date           | Nombre de visualisations |
| -------------- | ------------------------ |
| Août 2017      | 3 milliards              |
| Septembre 2017 | 3,8 milliards            |
| Octobre 2017   | 4,1 milliards            |
| Décembre 2017  | 4,5 milliards            |
| Février 2018   | 4,8 milliards            |
| Avril 2018     | 5 milliards              |
| Novembre 2018  | 5,7 milliards            |
| Janvier 2019   | 5,8 milliards            |
| Février 2019   | 6 milliards              |
| Août 2019      | 6,4 milliards            |
| Mars 2020      | 6,6 milliards            |
| Mai 2020       | 6,7 milliards            |
| Juin 2020      | 6,8 milliards            |
| Octobre 2020   | 7 milliards              |
| Février 2021   | 7,1 milliards            |
| Juillet 2021   | 7,4 milliards            |
| Août 2021      | 7,5 milliards            |
| Novembre 2022  | 8 milliards              |
| Août 2024      | 8,5 milliards            |
| Décembre 2024  | 8,6 milliards            |
| Avril 2025     | 8,7 milliards            |

## Concerts
Daddy Yankee chante d'abord le titre en solo à Mérida, au Mexique, le 3 mars 2017. Quant à Luis Fonsi, il chante la version pop du titre au L Festival le 18 mars 2017, au Pico Rivera Sports Arena à Pico Rivera, en Californie. Justin Bieber interprète lui aussi la version remixée à Porto Rico le 18 avril 2017, pendant son Purpose World Tour, avec Luis Fonsi comme invité. Luis Fonsi et Daddy Yankee chantent le morceau ensemble pour la première fois au Billboard Latin Music Awards 2017, le 27 avril 2017. Ils se retrouvent de nouveau sur scène à l'occasion de la finale américaine de la saison 12 de The Voice, accompagnés du candidat Mark Isaiah, le 23 mai 2017.

## Billboard
Despacito est devenue la première chanson de langue espagnole à atteindre le top du Billboard Hot 100 depuis le succès de la Macarena en 1996. La version de Despacito réunissant Luis Fonsi, Daddy Yankee et Justin Bieber demeure, en 2017, au premier rang du Billboard durant 16 semaines consécutives, exploit qu'aucune chanson n'a jamais dépassé, et qui à l'époque n'avait été atteint que par One Sweet Day de Mariah Carey et Boyz II Men en 1995.
En 2019, une troisième chanson parvient à rejoindre ce cercle très restreint, Old Town Road de Lil Nas X et Billy Ray Cyrus, avant de le dépasser.

## Censure
La chanson a été interdite d'antenne par le gouvernement de la Malaisie pour sous-entendus sexuels.

## Piratage du clip
Le 10 avril 2018, le clip de Despacito est piraté sur YouTube et Vevo, et devient indisponible. Le piratage est revendiqué par un groupe de hackers qui se fait appeler « Prosox and Kuroi'sh » et qui pirate également d'autres vidéos de Luis Fonsi, ainsi que des clips de Shakira, Maroon 5, Drake, Taylor Swift, Adele et Vald, pour supprimer les clips et remplacer leurs titres par « FuckYouRap » ou « Free Palestine » (« Libérez la Palestine »),.
Les vidéos font leur réapparition dans la journée, avec la dernière sauvegarde du compteur de vues. Prosox, l'un des membres du groupe — qui s'avère être un duo de hackers aux pseudonymes de Prosox et Kuroi'sh — étant français, s'adresse le lendemain à LCI pour dire qu'il avait agi pour « s'amuser » mais ne voulait pas causer de tort à YouTube, à Vevo ni aux artistes, que devant l'ampleur des réactions, il regrettait son geste et s'inquiétait d'éventuelles conséquences judiciaires, et qu'il n'avait pas écrit « Free Palestine » pour passer un message politique, mais seulement pour faire le buzz. Ils sont jugés par la justice française le 5 février 2019 : l'un est condamné à 140 h de travail d'intérêt général sans inscription au casier judiciaire ; l'autre, autiste, est déclaré pénalement irresponsable.

## Reprises
Plusieurs arrangements ont été réalisés depuis le succès du titre. Le 17 mars 2017, une version solo pop et une version salsa en duo avec le musicien portoricain Víctor Manuelle sont produites.
Le 17 avril 2017, une reprise de Despacito par le chanteur canadien Justin Bieber fait connaître un deuxième succès au titre original, qui grimpe alors de nouveau dans les charts de plusieurs pays, notamment dans les pays anglophones. En effet, cette cover[Quoi ?]arrivant en second dans la recherche YouTube, les internautes cliquaient sur le premier résultat qui était le clip original.
Le 5 mai 2017, une version électronique produite par le trio américain Major Lazer et DJ MOSKA ainsi qu'une version urbaine produite par Sky sortent. Une version a cappella créée par le groupe américain Pentatonix mêle le beatboxing (ou boîte à rythme vocale) à la gamme des voix.
Une version en portugais du chanteur brésilien Israel Novaes sort le 14 juillet 2017.
En septembre 2017, une version banda sort, avec La Bandononona Clave Nueva de Max Peraza.
En janvier 2018, la chanson est traduite en mandarin. Le titre s'appelle alors Despacito 緩緩 et est interprété par JJ Lin.

### Autres reprises
- Antony Santos ft. Mark B : version merengue
- Grupo Extra : version bachata
- 2Cellos
- Madilyn Bailey & Leroy Sanchez
- Kaysha, Celma Ribas, SoulPlay, etc. : version kizomba
- Oswald ft. Mickael Guirand (Vayb) - Ralenti {Despacito Kompa Remix}.
- Sara'h : Tout doucement[15] (version française)
- La chanteuse coréenne J.Fla[16] : voix
- Duo Eclectica[17] : harpe, piano et voix
- José Malhoa : version portugaise
- Israel Novaes : version portugaise

### Parodies
En raison de son immense popularité, cette chanson donne lieu à diverses parodies sur YouTube en diverses langues. En plus de l'espagnol, on trouve les langues suivantes : allemand, anglais, français, grec, italien, arabe, polonais, portugais, russe et hongrois.
À Oman par exemple, un groupe de jeunes a repris ce titre pour dénoncer le coût des mariages dans le sultanat. Cela a fait scandale dans la région des pays du Golfe.
En raison de son immense popularité, la chanson engendre plusieurs mèmes Internet, notamment This is so sad Alexa play Despacito (« Ceci est tellement triste ; Alexa joue Despacito »), une référence à Amazon Alexa ainsi que l'existence d'une suite hypothétique nommée Despacito 2.